# Svenska Missionsförbundets sångbok (1951)
Flera upplagor av sångboken hittas på Svenska Missionsförbundets sångbok
Svenska Missionsförbundets sångbok gavs ut 1951 på eget förlag och i en ny omarbetad version, som psalmbok för Svenska Missionsförbundet. 
Kommittén till psalmboken bestod av Uno Överström (ordförande), Carl Elow Nordström, Natanael Olofsson, Ernst Arndal, Gösta Ohlin och Gunno Södersten. Psalmboken innehåller 263 nya sånger. Totalt innehåller sångboken 788 numrerade sångtexter indelade i tretton övergripande avsnitt I-XIII. Sångboken innehåller både vers- och författarregister.

## Psalmer (påbörjad)

### I.Lovsånger
- 1 Allena Gud i himmelrik
- 2 Höga Majestät, vi alla
- 3 Loven Herren
- 4 Vår Gud är stor
- 5 Store Gud, ditt namn ske pris
- 6 Herre Gud, i himlens salar
- 7 Dig skall min själ sitt offer bära
- 8 Hela världen fröjdes Herran
- 9 Nu tacken Gud, allt folk
- 10 Helig, helig, helig, Herre Gud allsmäktig
- 11 Tacken konungarnas Konung
- 12 Stäm in med dem som prisa Gud
- 13 O Gud och Fader kär
- 14 Loven Gud i himmelshöjd
- 15 Min själ skall lova Herran
- 16 Stå upp, du frälsta barnaskara
- 17 Upp, själ, och sjung
- 18 Min själ berömmer Gud
- 19 Du Israels helige
- 20 Herren, vår Gud, är en konung
- 21 O helige Gud, allsmäktige Gud
- 22 Härlig är jorden
- 23 Låtom oss sjunga
- 24 Kom, låtom oss förenas här

### II.Gud, Fadern

#### 1. Skapelsen
- 25 Det finns en Gud
- 26 Upp, alla verk, som Gud har gjort
- 27 Du Herrens folk, stå upp och sjung
- 28 Var är den vän

#### 2. Guds helighet och kärlek
- 29 Fader, du vars hjärta gömmer
- 30 Du i Gud en Fader finner
- 31 Gud är kärlek, så han vittnar
- 32 O du Guds kärlek underbar
- 33 Tränger i dolda djupen ner

#### 3. Guds trofasthet och faderliga omsorg
- 34 På Gud och ej på eget råd
- 35 Jag har Gud och jag har nog
- 36 Du ömma fadershjärta
- 37 Jag kan icke räkna dem alla
- 38 Gud är trofast, o min själ
- 39 Gud är trofast, vare det din borgen
- 40 Gud är din Fader
- 41 Du, Herre kär, min herde är
- 42 Herren är min herde god
- 43 Löftena kunna ej svika
- 44 Kväll eller morgon
- 45 I Herrens barmhärtiga händer
- 46 Mina dagar Herren Gud

### III.Jesus Kristus

#### 1. Jesu härlighet
- 47 Jublen, I himlar
- 48 Jag nu den pärlan funnit har
- 49 Naturens bok med öppna blad
- 50 Högtlovat vare Jesu namn
- 51 Min sång skall bli om Jesus
- 52 Dig vare pris och ära
- 53 Skönaste Jesus
- 54 Om jag ägde allt
- 55 Vänligt över jorden glänser
- 56 O vilket ljuvligt majestät

#### 2. Jesu namn
- 57 Se, Jesus är ett tröstrikt namn
- 58 Jesus, Jesus, o det ordet
- 59 O Jesus, hur ljuvt är ditt namn
- 60 Hur ljuvligt klingar Jesu namn
- 61 O Jesus, ditt namn är ett fäste
- 62 Tag det namnet Jesus med dig
- 63 Jesus, det renaste
- 64 Hur ljuvt det namnet Jesus är

#### 3. Jesu kärlek
- 65 Jesus, du som älskar mig
- 66 Jag vill sjunga om Frälsarens kärlek
- 67 Jag har en vän, som älskar mig
- 68 Lär mig förstå din kärlek, Jesus
- 69 Var finnes Jesu like?
- 70 Den korta stund jag vandrar här
- 71 Än är det rum uti ditt hjärta
- 72 Jesus nu som fordom ropar
- 73 Öppet står Jesu förbarmande hjärta
- 74 Jag vet en källa

#### 4. Jesu liv och gärning
- 75 När världens hopp förtvinat stod
- 76 Var man må nu väl glädja sig
- 77 Min Mästare från Nasaret
- 78 Kristus vandrar bland oss än
- 79 Nittionio vila tryggt
- 80 Den store läkaren är här
- 81 Herre, här är gott att vara
- 82 O Jesus, du står på förklaringens berg
- 83 Så älskade Gud världen all
- 84 Livets Herre, du har tänt
- 85 Jesus för världen givit sitt liv
- 86 Ej silver, ej guld har förvärvat
- 87 Klippa, du som brast för mig
- 88 Bar du min börda
- 89 Jag har hört om hur Herren Jesus
- 90 Det är ett fast ord
- 91 Se, på Golgata höjd
- 92 Här en källa rinner
- 93 Stilla, ljuvlig, underbar
- 94 O du, de ångerfullas hulde vän

### IV.Den Helige Ande
- 95 Helge Ande, du som är
- 96 Kom, Helge Ande, till mig in
- 97 Kom, Helge Ande, Herre Gud
- 98 Kom, Helige Ande, från höjden
- 99 Kom, Helge Ande, duva ren
- 100 Helge Ande, Herre kär
- 101 Helige Ande, Fadern dig sänder
- 102 O att den elden redan brunne

### V.Årets högtider

#### 1. Advent
- 103 Hosianna, Davids Son
- 104 Bereden väg för Herran
- 105 Det susar genom livets strid
- 106 Gläd dig, du Kristi brud
- 107 Jesus från Nasaret går här fram
- 108 Gå, Sion, din Konung att möta
- 109 Gör porten hög, gör dörren bred
- 110 Jerusalem, häv upp din röst
- 111 Upp, Sion, upp, brist ut och sjung

#### 2. Jul
- 112 Hell dig, du julafton
- 113 Nu tändas tusen juleljus
- 114 När Jesusbarnet låg en gång
- 115 Det är en ros utsprungen
- 116 När juldagsmorgon glimmar
- 117 Fröjdas, vart sinne
- 118 Ett barn är fött på denna dag
- 119 Han är född, den underbare
- 120 Stilla natt, heliga natt
- 121 På krubbans strå man lade dig
- 122 Var hälsad, sköna morgonstund
- 123 Se, natten flyr för dagens fröjd
- 124 Ringen, I klockor
- 125 Till Betlehem mitt hjärta
- 126 O du saliga, o du heliga
- 127 Förlossningen är vunnen
- 128 Stå upp, o Sion, och lovsjung
- 129 Nu segrar alla trognas hopp
- 130 Stjärna som lyste

#### 3. Passionstid
- 131 Se, vi går upp till Jerusalem
- 132 Guds rena Lamm, oskyldig
- 133 Frälsare, vi åter dröja
- 134 Det skedde för mig
- 135 Se, kärlet brast, och oljan är utgjuten
- 136 Se, Jesus burit all vår synd
- 137 Från örtagården leder
- 138 Den stunden i Getsemane
- 139 Getsemane, du smärtans ort
- 140 Du går, Guds Lamm
- 141 Du, Herre Jesus, ensam går
- 142 O Jesus, du trädde i tålamod
- 143 Se Guds Lamm, det helga, rena
- 144 Du bar ditt kors
- 145 Han på korset, han allena
- 146 Jesus, djupa såren dina
- 147 Skåden, skåden nu här alle
- 148 O huvud, blodigt, sårat
- 149 Se Guds rena Lamm
- 150 Ack, göt min Frälsare sitt blod
- 151 Jesus, du mitt liv, min hälsa
- 152 Min blodige Konung på korsträdets stam
- 153 Vid Jesu kors, det dyra
- 154 Låt ditt ljus så för mig skina
- 155 Det är så tyst, han kämpat ut
- 156 Till Jesu grav träd stilla fram

#### 4. Påsk
- 157 Upp, min tunga, att lovsjunga
- 158 Vad ljus över griften
- 159 Nu kommen är vår påskafröjd
- 160 Du segern oss förkunnar
- 161 Se, ur sin grav med fröjd står opp
- 162 Han är uppstånden, Frälsaren
- 163 Uppstånden är Kristus, gudomliga liv
- 164 Du död, var är din vinning
- 165 Kristus lever
- 166 Sjung hans lov, som är uppstånden
- 167 Halleluja! Vår Herre Krist

#### 5. Kristi himmelsfärdsdag
- 168 Till härlighetens land igen
- 169 Den gyllne porten öppen står
- 170 I himlens tempel, högt och stort
- 171 O Jesus Krist, vår Frälserman
- 172 Till ljusets tron och rike

#### 6. Pingst
- 173 Nu är det pingst
- 174 Som sol om våren stiger
- 175 Helige Ande, låt nu ske
- 176 O Segerkung som bor i ljus

### VI.Troslivet

#### 1. Kallelse och väckelse
- 177 Vart är du, var är du?
- 178 Varför icke i dag, varför tvekar du än
- 179 Skynda till Jesus, Frälsaren kär
- 180 Bröllopet tillrett står
- 181 Frälsningens budskap så nådefullt ljuder
- 182 Mästare, alla söka dig
- 183 Jag vet en port, som öppen står
- 184 Jorden kan ej mättnad skänka
- 185 Mästaren kallar dig till sig
- 186 Det givs en tid för andra tider
- 187 Fräls, Jesus, fräls
- 188 Se, öppen står Guds fadersfamn
- 189 Har du intet rum för Jesus
- 190 Har du mot att följa Jesus? ljuder frågan
- 191 Herren står vid hjärtats dörr
- 192 Hör, o själ, du som går
- 193 Vi brutit upp från syndens land
- 194 Kommen alla I som bären
- 195 Här kommer en främling
- 196 O själ, vill du helbrägda bli?
- 197 I Jesus finns frälsning för syndare
- 198 Vem klappar så sakta i aftonens frid
- 199 I de tysta midnattstimmar
- 200 Hör, hur sabbatsklockan ljuder
- 201 Han vandrar såsom fordom
- 202 Endast ett steg till Jesus
- 203 Vem som helst kan bli frälst
- 204 Ring i himlens klockor

#### 2. Syndabekännelse och överlåtelse
- 205 Hör mig, när mitt hjärta gråter
- 206 Inför din Gud, o själ, träd fram
- 207 Herre, dig i nåd förbarma
- 208 Intet är fördolt i tiden
- 209 Vik ej ur mitt hjärta
- 210 En dunkel örtagård jag vet
- 211 Just som jag är, ej med ett strå
- 212 Lämna dig helt åt Jesus
- 213 Tanke, som fåfängt spanar
- 214 Säg mig den vägen som drager till livet
- 215 Mitt hjärta trår och trängtar
- 216 Se, jag sträcker tomma händer
- 217 Hör, o Herre, hjärtats böner
- 218 Sorgsna hjärta, fatta tröst
- 219 Tag ingenting undan
- 220 Hjälplös i mig själv, låt mig få vila

#### 3. Bön och tro
- 240-269

#### 4. Efterföljelse och helgelse
- 270-304

#### 5. Kristen bekännelse och kamp
- 305-328

#### 6. Lidande och prövning
- 329-353

#### 7. Trygghet och förtröstan
- 354-389

#### 8. Trosvisshet och glödje
- 390-431

### VII.Församlingen och nådemedlen

#### 1. Församlingen och den kristna gemenskapen
- 432-444

#### 2. Herrens dag
- 445-451

#### 3. Guds ord
- 452-463

#### 4. Ordets predikan
- 464-508

#### 5. Välsignelse av barn
- 509-510

#### 6. Dopet
- 511 För dopets helga gåva
- 512 O Fader, sänd din Ande neder
- 513 Fader, du som livet tänder
- 514 Gud, hos dig är livets källa
- 515 Jesus, du som i din famn

#### 7. Nattvarden
- 516-529

#### 8. Församlingshögtider
- 530 Pris vare dig, o Gud
- 531 O Herre, låt din ära
- 532 Välkommen var i Jesu namn
- 533 Kom in, du Guds välsignade

### VIII.Guds rike och missionen

#### 1. Guds rike
- 534-541

#### 2. Mission
- 542-588

### IX.Hem och samhälle

#### 1. Bröllopshögtid
- 589 Gud, se i nåd till dessa två
- 590 O Kriste, du föddes av kvinna
- 591 Gud, välsigna dessa hjärtan

#### 2. Hemmet
- 592 Välsignat är det hem förvisst
- 593 Dig vare pris och ära, vår Gud
- 594 I Jesu namn till bords vi gå

#### 3. Vardagens gärning
- 595 Helgad vare arbetsdagen
- 596 Tack, Gud, att också jag får gå
- 597 Du gav mig, o Herre, en teg
- 598 Som sådden förnimmer Guds välbehag
- 599 Sänd av himlens sol en strimma
- 600 Förgäves all den omsorg är

#### 4. Människokärlek
- 601 All mänskosläktet av ett blod
- 602 I mänskors barn, som alla ägen
- 603 Ära vare Gud, som dömer
- 604 Får ej i vårt hjärta bo
- 605 En kärlekens eld har vår Frälsare tänt
- 606 Fader god, i dina händer
- 607 En vänligt ord kan göra under
- 608 O hur kärleksfull, hur vänlig
- 609 Kristus, hjälten, han allena
- 610 Din kärlek, Jesus, gräns ej vet
- 611 Ej för att låta tjäna sig

#### 5. Land och folk
- 612 Du skänkt oss, o Gud, ett fosterland
- 613 Välsigna, Gud, vårt fosterland
- 614 Bevara, Gud, vårt fosterland
- 615 Lycka ske konungen
- 616 Gud, välsigna och beskydda
- 617 Fridens Gud, oss frid förläna
- 618 Fader, förena länge skilda händer
- 619 Nattens mörker höljer alla
- 620 Ur Herrens hand, på Herrens ord
- 621 Den sälla dag vi bida

### X. Barndomstiden
- 622 Gud som haver barnen kär
- 623 Jag lyfter ögat mot himmelen
- 624 Fader, från det höga
- 625 Högt ifrån sin himmel
- 626 Gode Fader, i din vård
- 627 Små ljus i världen vi ville vara
- 628 O lyssna, hör, en jubelkör
- 629 Sveriges barn kring Jesu fana
- 630 Ett fostrarkall du, Gud, mig gav
- 631 Samla dem alla, samla dem alla
- 632 O gå barnen vinna
- 633 Vill du kämpa i vårt led
- 634 Ett litet barn i mänskoskrud
- 635 När han kommer, när han kommer

### XI. Ungdomstiden
- 636 Kristus kallar Sveriges ungdom
- 637 Medan allting ler och blommar
- 638 Med Jesus fram i de bästa åren
- 639 Lev för Jesus: intet annat
- 640 Kan du giva ditt hjärta för tidigt
- 641 Varför står du och gläntar
- 642 Ungdom i världen
- 643 Herre, led din unga skara
- 644 Det kriget får aldrig stanna
- 645 Dyre Jesus, hjälp mig följa
- 646 Låt synden ej råda
- 647 Herre, hjälp mig att leva
- 648 Gud, i mina unga dagar
- 649 Ovan världens ve och villa
- 650 Mästare, tag du vår kraft och vår styrka
- 651 Jesus, låt din kärleks låga
- 652 Upp, kamrater, se baneret
- 653 Lyft korset högt, du unga skara
- 654 Strid för sanningen
- 655 Värj din tro, din ungdoms krafter
- 656 Herre, jag beder, fattig och hjälplös
- 657 I livets ljusa morgonstund
- 658 Du, o Gud, är livets källa
- 659 Fast i Herrens sanning stå
- 660 Ungdomens Konung, tro och hopp föröka
- 661 Blott en gång jag lever i ungdomens vår
- 662 De fly så snart, de ljusa morgonstunder
- 663 Jag giver det allt åt Jesus
- 664 Som daggens pärlor glimma
- 665 O du sköna ungdomstid
- 666 Ungdomstro är guld som glimmar
- 667 Härliga lott att i ungdomens dagar
- 668 Kämpar vi äro, fanan vi bära
- 669 Vi ha valt att Kristus tjäna
- 670 För Kristus och församlingen
- 671 Kristi unga skara, må du redo stå
- 672 Över Segerfurstens här

### XII. Dagar och tider

#### 1. Morgon
- 673 Herrens nåd är var morgon ny
- 674 Morgonrodnan mig skall väcka
- 675 Den signade dag, som vi nu här är
- 676 Ljus av ljus, o Morgonstjärna
- 677 Nu klingar fåglarnas morgonvisa
- 678 Vi tacka dig så hjärtelig
- 679 Pris vare Gud, som låter
- 680 Din klara sol går åter opp
- 681 I öster stiger solen opp
- 682 Morgon mellan fjällen

#### 2. Afton
- 683 Så går en dag än från vår tid
- 684 Skönt det är i kvällens timma
- 685 Som den trötta duvan flyger
- 686 Bred dina vida vingar
- 687 Solen sjunker, dagen glider
- 688 När hela jorden sover
- 689 Aftonsolen sjunker bakom bergen
- 690 O Kristus, du som ljuset är
- 691 Jag är så glad, när jag får gå
- 692 Bliv kvar hos mig; se, dagens slut
- 693 När dagen lyktat har sin gång
- 694 Jag vet en hälsning mera kär

#### 3. Vår
- 695 Se, vintern är förliden
- 696 Nu är det vår och lunden står
- 697 Likt vårdagssol i morgonglöd
- 698 Den blida vår är inne
- 699 Den blomstertid nu kommer

#### 4. Sommar
- 700 En vänlig grönskas rika dräkt
- 701 Se, kring hav och länder
- 702 I denna ljuva sommartid
- 703 Vi tacka dig, o Fader kär
- 704 O vad jorden nu är skön

#### 5. Höst
- 705 Kommen för Herren med tacksamhet
- 706 Pris ske Gud, vår bön är hörd
- 707 Till dig, o Gud, vårt lov skall gå
- 708 Fram skrider året i sin gång

#### 6. Vinter
- 709 Hur härligt vittna land och sjö

#### 7. Nyår
- 710 Snabba äro livets stunder
- 711 Nu kommer kväll med vilans bud
- 712 O Gud, vår hjälp i gångna år
- 713 De flyr, våra år, likt brusande strömmen
- 714 O Gud, min Gud, jag prisar dig
- 715 Giv, o Jesus, fröjd och lycka
- 716 I Jesu namn vi börja
- 717 Låt mig börja med dig

### XIII. Döden och det eviga livet

#### 1. Varning och tröst av livets korthet
- 718 Jag går mot döden, var jag går
- 719 Hur snart försvinner vår levnad här
- 720 En dalande dag, en flyktig stund
- 721 Jag är en pilgrim här
- 722 Skola vi väl alla mötas
- 723 Skynda, o pilgrim, till fristaden
- 724 Bättre färd kan jag ej fara
- 725 Hur ljuvligt mången gång

#### 2. Längtan till det eviga hemmet
- 726 Jag är en gäst och främling
- 727 Jerusalem, Jerusalem
- 728 Till fridens hem, Jerusalem
- 729 Har du hört om min Faders hus
- 730 I djupen av mitt hjärta
- 731 Jerusalem, mitt sälla hem
- 732 Ett hem hos Gud, o ljuva tröst
- 733 O jag vet ett land, där Herren Gud
- 734 O jag vet ett land bortom tidens strand
- 735 En liten tid, o ljuva hopp
- 736 Till det härliga land ovan skyn
- 737 Det finns ett hem, där evig frid
- 738 Hemma, hemma, den som vore
- 739 Vi tala om himmelens fröjder
- 740 Till himmelen min längtan står
- 741 O hur saligt att få vandra
- 742 Jag blott väntar, tills det dagas
- 743 Jag är främling, jag är en pilgrim
- 744 Till det höga ser mitt öga

#### 3. Död och uppståndelse
- 745 Lär mig, du skog, att vissna glad
- 746 Somnar jag in med blicken fäst
- 747 Att säga världen helt farväl
- 748 Saliga de som ifrån världens öden
- 749 Det brister en sträng härnere
- 750 Mot gravens djup vi ila
- 751 Ljuvt slumra blomstrens knoppar
- 752 Det finns ett land, där helgons här
- 753 O sälla tid, när jordens strider tystna
- 754 Jag är så nöjd, jag är så glad
- 755 Det står Guds folk en sabbatsvila åter

#### 4. Kristi återkomst
- 756 Herre Jesus, dina trogna
- 757 Det lider mot den sälla tid
- 758 Från sin ljusa himlaboning
- 759 Han kommer på himmelens skyar
- 760 Om han komme i dag, din Herre
- 761 Han kommer, vår Jesus
- 762 Nattens skuggor sakta vika
- 763 Snart randas en dag, så härlig
- 764 Nu upp och redo var
- 765 Jesus kommer, Jesus kommer!

#### 5. Domen
- 766 Vaken upp! en stämma bjuder
- 767 O mänska, till en Fader kom
- 768 O store Gud, vad mäktig syn
- 769 Yttersta dagen en glädjedag bliver

#### 6. Det eviga livet
- 770 Så skön går morgonstjärnan fram
- 771 I hoppet sig min frälsta själ
- 772 Snart gå evighetens portar
- 773 Snart skola nattens skuggor fly
- 774 Vårt saliga hem är hos Gud
- 775 När Herren Sions fångar skall förlossa
- 776 Det dukas i himlarnas rike ett bord
- 777 I himmelen, i himmelen
- 778 En morgon utan synd jag vakna får
- 779 Snart ligger bojan krossad
- 780 När jag är frälst efter möda
- 781 Tänk när en gång det töcken
- 782 För alla helgon, som i kamp för tron
- 783 O Gud, för de trogna martyrer
- 784 Välsignade varen, I kära
- 785 Vem är skaran, som syns glimma
- 786 Vem är den stora skaran där
- 787 Den stora vita här vi se
- 788 Kom, Jesus, du min Frälserman

### Fotnoter
1. ↑   Sånger och psalmer musik och text : för enskilt och offentligt bruk. Stockholm: Missionsförb. 1951. Libris 3387612